# Зоран Савић
Зоран Савић (Зеница, 18. новембар 1966) је бивши српски и југословенски кошаркаш. Играо је на позицији центра. Тренутно ради као спортски директор у КК Партизан.
Током каријере наступао је за екипе Југопластике, Барселоне, ПАОК-а, Реал Мадрида, Виртуса, Ефес Пилсена и Скипера из Болоње. Са овим екипама освојио је 3 титуле првака Европе 1990, 1991. и 1998. године, Куп Радивоја Кораћа 1994. године, 2 првенства, купа и суперкупа Југославије 1990. и 1991. године, првенство и куп Шпаније 2001. године, првенство Италије 1998, куп Италије 1997, куп Грчке 1995. и Суперкуп Турске 1998. године.
За репрезентације СФРЈ и СР Југославије учествовао је на 5 великих такмичења и освојио Светско првенство 1990. године у Аргентини, 3 Европска првенства 1991, 1995 и 1997. године као и сребрну медаљу на Олимпијским играма 1996. године у Атланти.
Зоран Савић се памти по јаком карактеру, на терену и у свлачионици, бескомпромисној одбрани и једноставним нападачким решењима. Био је један од првих високих играча са добрим шутом са дистанце.
Након завршене играчке каријере обављао је функцију генералног менаџера у екипама Скипера и Барселоне. Бави се хуманитарним радом и основао је хуманитарну организацију Група 7 заједно са Владом Дивцем, Александром Ђорђевићем, Жарком Паспаљем, Предрагом Даниловићем, Дејаном Бодирогом и Жељком Ребрачом.
Тренутно обавља улогу кошаркашког агента у властитој менаџерској агенцији.

## Кошаркашка каријера

### Почетак каријере
Зоран Савић је почео да се бави кошарком релативно касно - са 16 година. Упорним и пожртвованим радом надокнађује каснији почетак тренирања кошарке и веома брзо напредује. У том периоду играо је истовремено за три екипе-јуниоре и сениоре КК Чапљина и другу лигу Југославије са сениорима КК Челик из Зенице. Велики таленат и марљив рад не остаје незапажен јер ускоро стиже позив који се не одбија - од европског шампиона Југопластике из Сплита.

### Југопластика (1989—1991)
Доласком у екипу првака европе Зоран Савић добија прилику да настави са напредовањем свакодневно тренирајући са сјајним саиграчима и такмичећи се на много вишем нивоу. Брзо се уклапа у младу екипу Југопластике, а тренер Божидар Маљковић му редовно пружа прилику са клупе као замени за Дина Рађу и Горана Собина. Прва Савићева сезона у Југопластици доноси велики успех. Првенство Југославије и куп су освојени победама над Црвеном звездом 3-1 у финалу плеј оф-а и 79-77 у финалу купа. Југопластика стиже и до Фајнал фор-а Купа Шампиона који је одржан у Сарагоси и осваја га победама над Лиможом (101-83) у полуфиналу и Барселоном (72-67) у финалу. Зоран Савић приказује одличну партију против Лиможа и убацује 16 поена, док у финалу постиже 4 поена и има 7 скокова за 22 минута.
По завршетку сезоне стиже још једно велико признање – позив селектора Душана Ивковића у репрезентацију Југославије за Светско првенство 1990. године у Аргентини. Након проласка две групе у прелиминарној фази такмичења уз пораз само од увек неугодног Порторика, репрезентација у полуфиналу побеђује САД 99-91, а у финалу СССР 92-75. Савић на првенству постиже 8,6 поена у просеку, а најбоље партије пружа када је било и најважније – постиже у полуфиналу 14 поена, а у финалу 11.
Након одласка Дина Рађе, Зоран Савић добија већу минутажу у наредној сезони и уз Тонија Кукоча и Велимира Перасовића постаје ударна игла Југопластике (ПОП 84 у сезони 1990-1991). Успевају да одбране националне титуле освојене претходне сезоне победама над Партизаном у финалу плеј оф-а (3-0) и Цибоном у финалу купа (80-79). Одбрањена је и титула првака Европе на Фајнал фор-у у Паризу победама над Скаволинијем и Барселоном. Савић игра маестралан Фајнал фор и убацује 25 поена Скаволинију и 27 поена Барселони.
На крају сезоне напушта Сплит и прелази и Барселону.
У лето 1991. године прикључује се репрезентацији на припремама за Европско првенство у Риму. На последњем такмичењу те велике репрезентације Зоран Савић заједно са саиграчима осваја своју другу златну медаљу победом над Италијом 88-73.

### Барселона (1991—1993)
Доласком у Шпанију почиње период без клупских трофеја за Зорана Савића. Премда Барселона има веома јак тим ипак не успева да освоји трофеј. Савић у својој првој сезони има 12,5 поена и 7,3 скока у просеку током регуларне сезоне, а екипа завршава на 6. месту. У плеј оф-у испадају у четвртфиналу од Реал Мадрида. Сезона 1992-1993 представља напредак за екипу и Савића али и овог пута остају без трофеја. Барселона испада у полуфиналу плеј оф-а од Хувентуда са 3-2 у победама, а Савић завршава сезону као други стрелац са 14,3 и први скакач тима са 9,2 скока у просеку.

### ПАОК (1993-1995)
По завршетку сезоне Савић се сели у Грчку, у екипу ПАОК-а из Солуна. Прва сезона у ПАОК-у доноси нову европску титулу - Куп Радивоја Кораћа. Куп је освојен победама над Стефанелом 75-66 у Солуну и 100-91 у Трсту уз одличне партије Бранислава Прелевића којима је Савић додао 15 поена и 10 скокова у првом мечу и 8 поена и 3 скока у реваншу. У првенству грчке ПАОК губи у финалу плеј оф-а са 3-2 од Олимпијакоса. Наредне сезоне и последње за Савића у Грчкој, ПАОК осваја куп Грчке победом 72-53 над Паниониосом.
Након укидања санкција и додатних квалификација репрезентација СР Југославије учествује на Европском првенству у Грчкој. Зоран Савић, као и увек, даје неопходну чврстину у одбрани и снагу под обручима, а постиже просечно 4,7 поена и има 5 скокова по утакмици. Репрезентација у финалном мечу побеђује Литванију уз феноменалног Александра Ђорђевића.

### Реал Мадрид (1995—1996)
У лето 1995 следи повратак у Шпанију и потпис за Реал Мадрид Жељка Обрадовића. У том периоду почиње да се осећа промена у игри Зорана Савића. Упорним тренинзима побољшава шут са дистанце што му омогућава велики избор нападачких решења. Током сезоне бележи 16,5 и 5.9 поена у просеку, а екипа Реала након другог места у регуларном делу сезоне изненађујуће испада од Кахе Сан Фернандо у четвртфиналу плеј оф-а.
Селектор Жељко Обрадовић позива Савића за Олимпијске игре у Атланти. Савић игра добро, поготово против Грчке (21 поен, 7 скокова) и Порторика (18 поена, 6 скокова) али се повређује у полуфиналу против Литваније. Тиме репрезентација губи неопходног играча у ротацији и чврстоћу под кошем неопходну за финални меч са моћном селекцијом САД Поразом у финалу 95-69 репрезентација и Савић освајају сребрену медаљу на Олимпијским играма.

### Киндер (1996—1998)
Бранислав Прелевић у финалу купа Киндер побеђује Полти Канту 75-67 и осваја куп Италије. У првенству Италије освајају треће место у регуларном дела шампионата и стижу до полуфинала плеј оф-а где је у градском дербију Тимсистем предвођен Карлтоном Мајерсом и Ериком Мардоком био прејак. Зоран Савић заједно са Аријаном Комазецом и Браниславом Прелевићем носи екипу током сезоне и као други стрелац и први скакач екипе постиже 14,3 поена и 6,4 скокаова по мечу. Крајем децембра игра своју прву Еуростарс утакмицу у Истанбулу на којој је био најбољи стрелац са 30 постигнутих поена.
у лето 1997. године Зоран Савић наступа за репрезентацију СР Југославије на Европском првенству у Шпанији. Његови мечеви на овом првенству остају упамћени по дуелима са Грегором Фућком. Након пораза у групи од Италије, репрезентација СР Југославије се реваншира у финалу и побеђује 61-49. Савић још једном даје неизмеран допринос под обручима, поготово у одбрани, а постиже 5,7 поена по мечу током првенства.
Пред почетак сезоне 1997-1998 екипа Киндера значајно мења састав. Стиже Савићев колега из репрезентације и повратник из НБА Предраг Даниловић, Радослав Нестеровић, Антоан Ригодо, Хуго Сконокини тако да пред почетак такмичења Киндер слови за фаворита у свим такничењима. Очекивања су и испуњена, а Зоран Савић силно доприноси томе. У Евролиги Киндер стиже до Фајнал фор-а у Барселони. У полуфиналу се Киндер састаје са Партизаном. У лакој победи 83-61 Савић убацује 23 поена и највише доприноси проласку у финале. У финалу Киндер се састаје са Аеком и у чврстој утакмици коју обележавају јаке одбране побеђује са 58-44, а Савић потпуно зауставља снажног Александера и постиже 7 поена и има 6 скокова. Одличним партијама у полуфиналу и финалу Зоран Савић заслужује наслов најбољег играча финала Евролиге. У Италији, током сезоне бележи 10,3 поена и 5,8 скокова по утакмици. Киндер улази у плеј оф са првог места, стиже до финала и ту се опет састаје са Тимсистемом појачаним легендарним Доминик Вилкинсом. Након до последњег шута неизвесних 5 мечева екипа Киндера захваљујући сјајном Даниловићу подиже пехар првака Италије. Савић у финалној серији постиже 10,2 поена и има 6,2 скока у просеку. Такође, у децембру 1997. године учествује у свом другом Еуростарс мечу одржаном у Тел Авиву.

### Ефес Пилсен (1998—1999)
Након одличне сезоне у Киндеру Зоран Савић прихвата издашну понуду богатих власника Ефеса и сели се у Турску. Те сезоне Ефес осваја суперкуп Турске победом над Улкером 73-63 уз Савићевих 6 поена. Лигашку сезону тим завршава поразом у финалу плеј офа од Тофаша са 4-2. Савић пропушта већи део сезоне због повреда, а на 19 утакмица које је одиграо постизао је 10 поена и имао 5 скокова у просеку.

### Барселона (2000—2001)
Након повреде крајем марта 1999. године и три тешке операције колена Зоран Савић је паузирао скоро две године. Након повратка у Барселону током 1999. године, Зоран Савић почиње са поступним опоравком. Тренира два пута дневно са „Б“ тимом Барселоне да би након потпуног опоравка и повратка у форму, у јануару 2001, потписао уговор на 6 месеци и прикључио првом тиму Барселоне. Након повратка на терен у јануару одиграо је 17 мечева и имао 2,9 поена 1,6 скокова. Барселона завршава регуларни део сезоне на првом месту и без изгубљене утакмице у плеј оф-у стиже до финала где их чека Реал Мадрид. Са лаких 3-0 Барселона осваја своје 12., а Савић своје 4. првенство. У Купу Краља такође играју финале са Реалом и уз 25 поена Пау Гасола побеђују 80-77. У Евролиги испадају у топ 16 фази од Бенетона са 2-0. По завршетку сезоне, управа Барселоне одлучује да не понуди нови уговор Савићу.

### Скипер (2001—2002)
Убрзо Скипер нуди једногодишњи уговор Савићу који он потписује и након 3 године враћа у Болоњу. Екипа Скипера игра добро током сезоне, а Савић играјући релативно мало и улазећи са клупе доприноси са 5,8 поена и 2,8 скокова за просечно 13 минута на терену. Завршавају регуларни део сезоне на првом месту и стижу до финала плеј оф-а где се састају са Бенетоном. И поред предности домаћег терена Скипер губи финале са 3-0 уз прекид при крају треће утакмице у Болоњи која је регистрована 20-0 за Бенетон. У Евролиги испадају у топ 16 групној фази, а у купу Италије у четвртфиналу.

## Каријера генералног менаџера
По завршетку сезоне 2001-2002 Зоран Савић одлучује да заврши играчку каријеру. Управа Скипера реагује и запошљава га као генералног менаџера. Ту функцију обавља од 2002. до 2005. године и за то време екипа осваја титулу првака Италије у сезони 2004-2005 и стиже до финала Евролиге 2004. године. Након тога избацивања екипе у аматерску лигу Савић се враћа у Барселону и постаје генерални менаџер КК Барселоне. На тој позицији се задржава до 2008. године и у том периоду Барселона игра Фајнал фор Евролиге 2006. године и осваја Куп Краља 2007. године.
Поред тога заступа кошаркаше и њихов је менаџер. Као менаџер кошаркаша Војислава Стојановића утицао је да он пређе из Црвене звезде у Орландино, због чега је био на мети овог кошаркашког клуба који није добио одговарајуће обештећење.